# Reino de Quenedugu
Reino de Quenedugu (c. 1650–1898; em francês: Kénédougou) foi um Estado da África Ocidental pré-colonial estabelecido na porção sul do atual Mali. Sob Babemba Traoré (r. 1893–1898), o limite sul do reino ficava em Bodiadugu, no cantão de Tengrela, na atual Costa do Marfim. Surge como reino independente por influência dos irmãos Nianamaga e Tiemonconco. Sua autoridade foi consolidada sob Daulá, que conduz campanhas militares contra regiões vizinhas e guerreira contra Congue.

## História

### Origens
No século XVIII, Quenedugu era uma extensão longínqua do Império de Congue centrado em Sicasso e comandado pela dinastia Traoré de senufôs islamizados. Sua organização ca. 1825 como reino era reflexo do poder de Congue e provável mimetismo face aos mandês. Em Quenedugu, assim como em Congue e Bobo, o modus vivendi era de tolerância, permitindo a adeptos do islã, muitas vezes ligados a atividades comerciais, conviverem com os adeptos das religiões tradicionais. Desde o reinado do fama Nianamaga Traoré foi decidido que a sucessão seria feita por ordem de primogenitura, com intercalação de membros do ramo mais velho (ramo de Nianamaga) com os do mais jovem (de seu irmão Tiemonconco).

### Reinado de Daulá(r.1845–1860)
Daulá, sucessor de Tiemonconco, herda de seus antecessores um contínuo conflito com Congue. Seu tio Siramanadiã, que residia em Congue, mediou negociações de paz entre ele e Pigueba Uatara, antigo rival de seu pai Nianamaga, mas ao achar suspeitas as ações do tio, não compareceu ao encontro. O evento, ocorrido ca. 1850, termina com seus 12 irmãos e sua escolta sendo atacados por soldados armados com machados próximo a Zanso; nenhum deles sobreviveu. Assustado, Daulá abandona Bugula e vai para junto dos habitantes de Natié.
Pigueba dirigiu-se à localidade, onde exigiu que os habitantes entregassem o fugitivo, mas eles responderam que ninguém viu o rei; Daulá fugiu à noite para Tarcasso, próximo de Caboila, onde alguns guerreiros de Natié uniram-se a ele. Os soldados de Tarcasso e Natié marcharam com ele contra Fincolo, onde Pigueba estava estacionado, e derrotam-o. Daulá decide ocupar Zerila, onde no ano seguinte foi assediado por Pigueba. Com medo de ser capturado, tenta uma saída heroica na qual seu arauto que o precede morre. De Zerila, vai para Lutana, uma aldeia perto de Sonodugu, onde reuniu-se com Pigueba; Pigueba contentou-se em levar metade da população cativa. Esse evento, de ca. 1855, marca o temporário fim da rivalidade de Congue de Quenedugu.
Com essa vitória diplomática, retorna a Bugula, que cerca com grandes muros, e começa uma série de guerras. Sua primeira expedição é conduzida em 1856 contra Capolondugu, onde destrói as aldeias de Capolondugu e Doromosso, mata os idosos, vende as mulheres e crianças como escravos e alista os jovens. Com medo de represálias, representantes de todas as tribos vizinhas aparecem diante dele em submissão. Ao conseguir fácil vitória, volta com seus homens para Bugula, onde celebra. Um mês depois, retoma a marcha em direção a Tiola, capital de Ganadugu. Para repeli-lo, o chefe de Tiola agrupou todas as aldeias aliadas do interior, mas muitos capitularam e os assediados sofreram uma derrota retumbante e os homens de Daulá ficaram no país saqueando as vilas. Sua ação foi tão brutal que os colonizadores, décadas depois, ao perguntarem sobre ele, perceberam que seu nome causava espanto.
Em 1857, Metura de Tieré pediu a ajuda de Daulá para castigar a aldeia de Tosso, que havia se revoltado contra sua autoridade. Daulá e seus homens rapidamente esmagaram a vila. Uma semana depois, Daulá atravessou o rio Banifingue e ao chegar em Sugula conheceu o chefe de Cutienebugu que informou-o suas dificuldades com a aldeia de Surunto ou Sugunto. A aldeia foi cercada por um ano e seus habitantes, extenuados pelas circunstâncias, abandonam a vila e dirigem-se a Pela, para onde Daulá os persegue. Dali, foram perseguidos para Gana antes de se renderem e foram executados. Depois, ele seguiu marcha para Nianeguela, onde os habitantes não resistem e entregam muitos presentes.
A grande vila de Cuguolo mostrou-se hostil e foi atacada, com todos os idosos e indefesos sendo decapitados. Depois, Daulá seguiu para Sanzana, onde a população, temerosa, decide pagar alto preço e é poupada. Em 1859, Daulá impõe cerco a Dumanaba, cujo chefe chama as aldeias insubordinadas de Ganadugu para ajudar. Ao chegarem, a maioria dos aldeões se espanta e decide não lutar e teriam exclamado "Que bom matar-nos, eles dizem, não somos homens livres?". Isso levou Dumanaba a capitular e a população foi quase totalmente massacrada. Mulheres e crianças foram vendidas, com exceção de algumas meninas enviadas para Bugula para serem distribuídas entre os membros da família Traoré. Ao retornar para Bugula, Daulá ataca Fincolo, que em sua ausência teve intenções hostis, e todas as cabanas de palha são incendiadas.
Já idoso, Daulá não mais deixa Bugula, onde faleceu cerca de 1860. Em vida, entre 1850 e 1860, Daulá consolidou seu poder com pequenas chefaturas senufôs. Alguns autores atribuem-lhe importante derrota em Uleni nas mãos da coalizão uatara, tiefo e bobô-diúla sob o fagama Baco Moru (r. 1839–1851). Segundo o Dicionário Histórico de Burquina Fasso, essa derrota ocorreu na década de 1860 e no episódio teria perdido sua esposa, uma irmã e Tiebá, que foi capturado.

### De Daulá a Babemba(r.1860–1898)
Seja como for, em 1860 Daulá é sucedido por Daúda, filho de Tiemonconco. Tinha caráter muito pacífico e os chefes perceberam que não tinha energia para comandar. Um ex-cativo de Segu, Fafá, enviou seu povo a Bugula para desafiá-lo. Daúda respondeu tomando ação contra os invasores. Ele não consegue dar cabo de Fafá, que então conduz incursões em Ganadugu. Por sua inação, em 1862 Molocunanfá, filho mais velho de Daulá, fez uma revolução palaciano que provocou a dissensão de seus sofás e cativos e parte de sua família. Para recuperar parte de seu prestígio, sitiou a aldeia de Tieni, mas falou miseravelmente, o que fez com que seus últimos seguidores o abandonassem. Não teve coragem de retornar para Bugula e partiu a Bobo Diulasso, onde morreu cerca de 1892.
Seu sucessor foi Molocunanfá. Logo ao assumir o comando, entrou em guerra com Fafá. Seu filho de 10 anos, Sambatiemoro, foi levado cativo de Prempa. Tempos depois, seu irmão Tiebá capturou o filho de Fafá e leva-o a Sicasso, o que impeliu Fafá a entrar em negociação para libertá-lo; Sambatiemoro foi então libertado. Em 1865, a revoltosa aldeia de Tezanadugu foi castigada e arrasada por Molocunanfá. Então se dirigiu a Cumbala, onde quis remover o rebanho local, mas recebeu o tiro de um fuzil de um pastor, que feriu-o mortalmente. Como o corpo estava se decompondo muito rápido, decidiu-se que seria sepultado em Clela, onde há seu túmulo. Ao saber das notícias, Tiebá, que estava à época em Segu concluindo uma aliança com Alhaji Omar Tal (r. 1848–1864), retornou com pressa para Bugula.
Ao tornar-se fama em 1866, Tiebá iniciou uma guerra implacável contra as terras senufôs no atual Burquina Fasso, declarando serem territórios de Quenedugu. Tiebá confirma a autoridade de Quenedugu desde 1875 ao se aliar aos franceses. Ele se aliou aos quiembagas de Corogo e conseguiu com sucesso repelir o cerco de Samori Turé em Sicasso de 1887-1888. Em 1888, 1891 e 1892, fez campanha contra os samogôs, turcas e caraboros, mas foi derrotado em 1890 perante Sinematiali. Em 18 de janeiro de 1893, foi envenenado em Bama, 31 quilômetros ao norte de Bobo Diulasso. Seu sucessor, Babemba Traoré, conduziu raides frequentes ao sul e oeste de Bobo Diulasso. Também construiu uma muralha protetora em sua capital Sicasso, cujas ruínas ainda são visíveis. Em 1898, quando os franceses tentaram forçar uma guarnição em Sicasso, Babemba cometeu suicídio. O país foi tomado em maio.

## Famas
- Nianamaga Traoré (r. 1830/1835–1840/1845)[4]
- Tiemonconco Traoré (r. 1840–1845)[4]
- Daulá Traoré (r. 1845–1860)[4]
- Daúda Traoré (r. 1860–1862)[4]
- Molocunanfá Traoré (r. 1862–1866)[4]
- Tiebá Traoré (r. 1866–1893)[20]
- Babemba Traoré (r. 1893–1898)[21]